# Seznam památek UNESCO ve Švýcarsku
Tento seznam památek UNESCO ve Švýcarsku obsahuje 4 lokality světového přírodního dědictví a 9 lokalit kulturního dědictví nacházejících se na území Švýcarska. Zachycuje stav v srpnu 2021, tzn. po 44. zasedání Výboru pro světové dědictví.

## Přehled památek
| náhled | rok zápisu | kanton                         | památka na seznamu UNESCO poloha GPS                                                | památka klasifikace rozloha           | krátký popis |
| ------ | ---------- | ------------------------------ | ----------------------------------------------------------------------------------- | ------------------------------------- | --- |
|        | 1983       | Graubünden                     | klášter svatého Jana v Müstairu 46°37′46″ s. š., 10°26′52″ v. d.                    | kulturní III 2,036 ha                 | Křesťanský klášter v Müstairu v údolí Graubünden byl založen jako centrum Charlemagne. Od 12. století je zde benediktinský klášter. Zajímavostí jsou karolínské fresky objevené koncem 19. století. Tyto pocházejí přibližně z roku 800 a tvoří nástěnný cyklus maleb. Spolu s dalšími románskými freskami a bohatými štuky tvoří ojedinělou a zachovalou výzdobu z dávné doby. |
|        | 1983       | St. Gallen                     | Opatství v St. Gallenu 47°25′24″ s. š., 9°22′40″ v. d.                              | kulturní II, IV -                     | Opatství, benediktinský klášter byl založen v roce 719 (9. století) a byl spravován benediktýny až do sekularizace v roce 1805. Byl jedním z nejvýznamnějších v Evropě. Je zde umístěna cenná knihovna a archivy, jako je nejstarší architektonický plán kreslený na pergamenu, a cenná sbírka rukopisů z raného středověku. V letech 1755 až 1768 byl klášter přestavěn do barokního stylu. |
|        | 1983       | Bern                           | Staré město v Bernu 46°56′53″ s. š., 7°27′1″ v. d.                                  | kulturní III 84,684 ha                | Historické centrum města Bern zahrnuje stavby od 12. století, které se dochovaly z velké části ve své původní podobě. Tato historická oblast města je obklopena řekou Aara. Tyto budovy jsou dochovány z různých století, např. arkády z 15. století, fontány z 16. století. |
|        | 2000       | Ticino                         | Tři hrady, obranné zdi a opevnění města Bellinzona 46°11′35″ s. š., 9°1′21″ v. d.   | kulturní IV -                         | Středověké opevnění města Bellinzona tvoří centrální hrad Grande (Castelgrande) dominující údolí Ticio ze skalnatého vrcholku a přilehlý hrad Montebello. Třetím hradem je Sasso Corbaro na skalnatém ostrohu, který je však situován odděleně. Řada souvislých hradeb chrání starobylé město a ovládá cestu vedoucí údolím. |
|        | 2001       | Bern, Valais                   | Švýcarské Alpy Jungfrau-Aletsch 46°30′ s. š., 8°2′ v. d.                            | přírodní VII, VIII, IX 82.400 ha      | Oblast ve švýcarských alpách zahrnující oblast hor Eiger, Mönch, Jungfrau a velký ledovec Aletsch je největší souvislou zaledněnou oblastí Eurasie. Tato památka je ukázkou rozmanitostí ekosystémů a postupného tváření Alp působením pohybu ledovce a jeho ústupem pod vlivem klimatických změn. Oblast byla v roce 2007 z původních 53.900 ha rozšířena na nynějších 82.400 ha Jungfrau-Aletsch-Bietschhorn. Mimo geologické významnosti ovlivnila tato oblast i lidskou činnost jako je umění, literatura, horolezectví a vysokohorská turistika. |
|        | 2003       | Ticino                         | Monte San Giorgio (naleziště zkamenělin) 45°53′20″ s. š., 8°54′50″ v. d.            | přírodní VIII 1,089 ha (3,207 ha)     | Monte San Giorgio je 1.090 m vysoká hora ve tvaru pyramidy se nachází u jižního ramene jezera Lugano. Je nejznámější archeologickým naleziště, fosilií ze středního období druhohor (Trias: před 245-230 mil. let). Vykopávky od roku 1924 odkryly četné zkameněliny ryb, mlžů, ostronožců, korýšů žijící v původní laguně a plazů, hmyzu a rostlin z pobřeží. V roce 2010 byla oblast světového kulturního dědictví rozšířena jižním směrem až do Itálie.                                                                                            |
|        | 2007       | Vaud                           | Lavaux, terasy pro pěstování vína 46°29′31″ s. š., 6°44′46″ v. d.                   | kulturní III, IV, V 898 ha (1,408 ha) | Strmé, jižně orientované, svahy kolem Ženevského jezera mezi městečkem Lausanne a krajem Vevey až k hradu Chillon byly mnichy z benediktinských a cisterciáckých klášterů využívány již od 11. století k pěstování vinných hroznů. Podle některých záznamů byly tyto svahy vužívány k pěstování vína již v římských dobách. Řadové vinice se táhnou v délce 30–40 kilometrů a svědčí o kultuře oblasti, kdy z malé plochy bylo dosaženo velkého výnosu.                                                                                               |
|        | 2008       | Graubünden                     | Rhétská dráha v oblasti Albula a Bernina 46°29′54″ s. š., 9°50′47″ v. d.            | kulturní II, IV 152 ha (109,386 ha)   | Tratě Rhétské dráhy byly postupně zprovozněny v letech 1903–1910 a jsou považovány za ojedinělé technické dílo z počátků železniční dopravy v oblasti Albula a Bernina přes švýcarské Alpy. Nominace byla provedena společně s Itálií. Albulská dráha je 67 km dlouhá, je na ní proraženo 42 tunelů a vystavěno 144 viaduktů a mostů. Berninská dráha je 61 km dlouhá, je na ní proraženo 13 tunelů a galerií a vystavěno 52 viaduktů a mostů. |
|        | 2008       | Glarus, Graubünden, St. Gallen | Švýcarská tektonická oblast Sardona 46°55′ s. š., 9°15′ v. d.                       | přírodní VIII 32.850 ha               | Oblast Sardona s rozlohou více než 300 km² v glarnských alpách zahrnuje sedm vrcholů dosahující výšky nad 3.000 m. Na stěnách vrcholů se odkrývají 250 až 300 milionů let staré vrstvy horniny překryté mladšími horninami. Odkryté tektonické vrstvy přispívají k pochopení struktury a procesu tváření zemské kůry. |
|        | 2009       | Neuchâtel                      | La Chaux-de-Fonds/Le Locle, urbanistika 47°6′14″ s. š., 6°49′58″ v. d.              | kulturní IV 284 ha (4.488 ha)         | Souměstí La Chaux-de-Fonds a Le Locle se nachází v pohoří Jura a v 18. století stala hlavními centry švýcarského hodinářského průmyslu. Úzké, racionální, spojení mezi výrobními budovami a obytnými domy vytvořilo současný obraz města s přísnou geometrickou strukturou a rovnoběžnými ulicemi. Toto město Karl Marx ve svém díle Kapital nazval „jedněmi hodinami“. |
|        | 2011       | 15 kantonů                     | Prehistorická kůlová obydlí v Alpách 47°19′2″ s. š., 8°12′11″ v. d.                 | kulturní IV, V 274,2 ha               | Soubor tvoří 111 lokalit, kde archeologové našli pozůstatky dřevěných domů postavených na vysokých kůlech na ochranu před povodněmi. Tento typ architektury je rozšířen od Savojska po Slovinsko. Nejstarší stavby pocházejí ze 6. tisíciletí př. n. l., nejmladší byly obývány ještě v římské době. |
|        | 2016       | Ženeva, Vaud                   | Stavby navržené Le Corbusierem 46°12′1″ s. š., 6°9′23″ v. d.                        | kulturní I, II, VI 98,48 ha           | Le Corbusier, původním jménem Charles-Édouard Jeanneret-Gris, byl švýcarsko-francouzský architekt, který se věnoval i malířství a urbanismu. Svým radikálním dílem i výtvarným citem výrazně ovlivnil vývoj moderní architektury a je považován za největšího architekta 20. století. |
|        | 2021       | Ticino, Solothurn              | Původní bukové lesy Karpat a dalších oblastí Evropy 47°13′27″ s. š., 7°24′42″ v. d. | přírodní IX                           | Soubor tvoří 94 lokalit v 18 evropských státech (stav k 08/2021), kde roste bukový porost. Ve Švýcarsku se jedná o lokality Forét de la Bettlachstock a lesní rezervace Valli di Lodano, Busai a Soladino . |